# Pintado
Luís Carlos de Oliveira Preto, meglio noto come Pintado (Bragança Paulista, 17 settembre 1965), è un allenatore di calcio ed ex calciatore brasiliano, di ruolo centrocampista, tecnico dell Figueirense.

## Palmarès

### Club

#### Competizioni nazionali
- Campeonato Brasileiro Série B: 2

Bragantino: 1989
América-MG: 1997

#### Competizioni statali
- Campionato paulista: 3

Bragantino: 1990
San Paolo: 1985, 1992

#### Competizioni regionali
- Copa Sul-Minas: 1

América-MG: 2000

#### Competizioni internazionali
- Coppa Libertadores: 2

San Paolo: 1992, 1993
- Coppa Intercontinentale: 1

San Paolo: 1992

### Allenatore

#### Competizioni statali
- Campeonato Paulista Série A2: 1

Inter de Limeira: 2004
- Campionato Mato-Grossense: 1

Cuiabá: 2022